# Élections législatives koweïtiennes de 2022
Les élections législatives koweïtiennes de 2022 ont lieu le 29 septembre 2022 afin de renouveler une partie des membres de l’Assemblée nationale du Koweït. 
Le scrutin intervient de manière anticipée deux ans avant la date prévue, l'émir Nawaf al-Ahmad al-Jaber al-Sabah ayant dissous l'assemblée courant juin 2022.
Le scrutin aboutit à une large victoire de l'opposition, qui se retrouve en position de force vis-à-vis de l'émir pour demander la nomination d'un gouvernement ayant l'appui de l'assemblée.

## Contexte

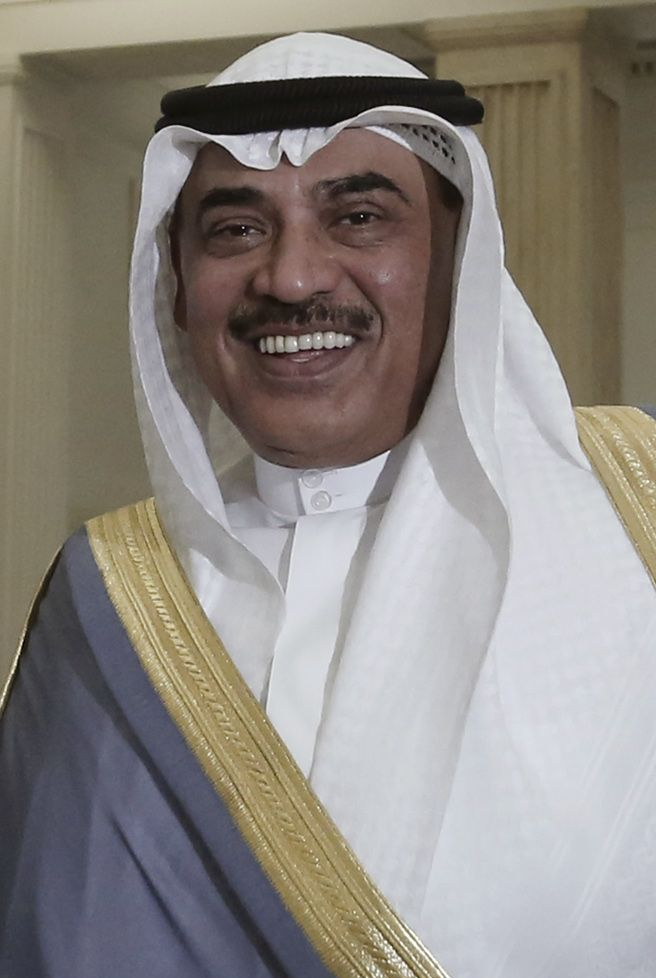
Le Premier ministre Sabah Al-Khalid Al-Sabah

Les élections législatives de décembre 2020 conduisent à une forte progression de l'opposition qui remporte 24 sièges sur les 50 directement élus. Le gouvernement est reconduit en décembre 2021 après un important remaniement.
Dotés des plus importants pouvoirs parmi les parlements des monarchies du Golfe, les députés koweïtiens poursuivent une tradition de contrôle des actions du gouvernement en termes de dépenses des fonds publics. L'assemblée met ainsi en cause plusieurs ministres membres de la famille royale accusés de mauvaise gestion ou de corruption, dont le Premier ministre Sabah Al-Khalid Al-Sabah. Peu avant qu'il ne soit questionné par l'assemblée, celui présente la démission de son gouvernement en avril 2022. Après plusieurs mois de crise politique qui gèle les importantes réformes fiscales alors en projet, l'émir Nawaf al-Ahmad al-Jaber al-Sabah annonce le 22 juin sa décision de dissoudre l'Assemblée nationale,. La décision est accueillie favorablement par l'opposition, jugée en position de l'emporter dans les urnes,. Ahmad Nawaf Al-Ahmad Al-Sabah devient Premier ministre le 24 juillet. Un mois plus tard, le 22 août, l'émir fixe la tenue des élections au 29 septembre suivant. Sa promesse d'une absence d’ingérence des autorités dans le déroulement des élections amène plusieurs partis d'opposition à mettre fin à leurs appels au boycott.

## Système électoral

Bâtiment de l'assemblée à Koweït

Le parlement unicaméral du Koweït, l’Assemblée nationale, est composé de 50 à 65 membres dont 50 élus pour quatre ans au vote unique non transférable dans cinq circonscriptions de dix sièges chacune. Chaque électeur vote dans sa circonscription pour un candidat, et les dix candidats ayant recueilli le plus de voix dans chacune d'elles sont déclarés élus. Le Koweït est une démocratie non partisane où il n'existe pas de parti politique, tous les candidats se présentent donc sans étiquette, et forment ensuite des groupes parlementaires informels.
L'assemblée est composée d'un nombre variable de parlementaires ex officio en raison de l'incorporation des membres du gouvernement, qui en sont membres de droit. Le Premier ministre doit cependant obligatoirement être l'un des députés élus, et le nombre de membres du gouvernement — Premier ministre compris — est limité au tiers du total des parlementaires élus au scrutin direct, soit 16 membres, ce qui porte le total maximal des membres de l'assemblée à 65. Les membres du gouvernement obtiennent le droit de participer aux votes de l'assemblée, à l'exception des motions de confiance. Les députés élus sont également concernés par cette limitation s'ils deviennent membres du gouvernement, mais redeviennent simples députés s'ils le quittent,.

## Résultats
La participation s'établit à 63,30 % avec 503 811  votants pour 795 911 inscrits. Un total de vingt députés pro-gouvernementaux perdent leurs sièges, dont trois anciens ministres, au profit de l'opposition shiite, y compris le Mouvement constitutionnel islamique. L'opposition totalise ainsi 28 sièges sur 50. Deux femmes sont par ailleurs élues, là où aucune ne l'avait emporter aux élections précédentes. 
L'émir Nawaf al-Ahmad al-Jaber al-Sabah perd ainsi son pari, la dissolution du parlement aboutissant à un renforcement de l'opposition parlementaire, et à un affaiblissement du gouvernement d'Ahmad Nawaf Al-Ahmad Al-Sabah,.